# كوتا أساي
كوتا أساي (باليابانية: 浅井康太؛ بالكانا: あさい こうた) هو متسابق دراجات هوائية ياباني، ولد في 22 يونيو 1984 في كوانا في اليابان.

## وصلات خارجية
- كوتا أساي على موقع الاتحاد الدولي للدراجات (الإنجليزية)
- كوتا أساي على موقع أرشيف الدراجات (الإنجليزية)
- كوتا أساي على موقع CycleBase (الإنجليزية)